# Bray Unknowns Football Club
Dernière mise à jour : 17 septembre 2009.
Bray Unknowns Football Club est un ancien club de football irlandais, basé dans la ville de Bray dans le Comté de Wicklow.

## Histoire
Le club participe pendant 19 années consécutives au championnat d'Irlande, de la saison 1924-1925 à la saison 1942-1943. Après avoir joué les cinq premières années sur la commune de Woodbrook, dans les quartiers sud de Dublin, le club déménage à Bray, où il joue ses matchs à domicile sur le terrain de Carlisle Grounds.
Le club est absorbé par son voisin, les Bray Wanderers, en 1943.

## Palmarès
- Championnat d'Irlande
  - Meilleur classement : 4e en 1936-1937

- Coupe d'Irlande
  - Finaliste en 1925, 1926 et 1940

## Records du club[réf.nécessaire]
- Plus large victoire : 7-1 contre le Brideville FC, le 28 novembre 1925
- Plus large défaite : 11-0 contre les Shamrock Rovers, le 28 octobre 1928
- Meilleur buteur du club en championnat : Paddy Leeney, 44 buts de 1937 à 1941
- Meilleur buteur du club sur une saison : Owen McNally, 21 buts en 1930-1931

## Sources
- (en) Cet article est partiellement ou en totalité issu de l’article de Wikipédia en anglais intitulé « Bray Unknowns F.C. » (voir la liste des auteurs).